# Michal Malacka
Michal Malacka (* 8. června 1973 Kroměříž) je český právník, vysokoškolský pedagog a politik, v letech 2001 až 2007 děkan Právnické fakulty Univerzity Palackého v Olomouci, v letech 2008 až 2013 a opět v letech 2021 až 2025 prorektor téže univerzity, v letech 2014 až 2015 ředitel Krajského úřadu Olomouckého kraje.

## Život
V roce 1992 ukončil studium na gymnáziu v Kroměříži, v témže roce složil státní zkoušku z německého jazyka. Studoval Právnickou fakultu Univerzity Palackého v Olomouci, kterou absolvoval v roce 1998. V témže roce absolvoval na Karl-Franzens-Universität v Grazu program Grundkurs des EU-Rechts a nastoupil na svou alma mater jako asistent. V roce 1999 absolvoval ve Washingtonu Public Policy Leadership Institute a stal se proděkanem pro zahraniční styky Právnické fakulty UP v Olomouci. V roce 2000 se stal mediátorem při Švýcarské obchodní komoře v Curychu a získal na právnické fakultě Masarykovy univerzity v Brně titul JUDr. V roce 2001 získal na KFU v Grazu titul Mag. iur. a stal se odborným asistentem na Právnické fakultě UP v Olomouci. Po absolvování doktorandského studia na Filozofické fakultě UP získal v roce 2002 titul Ph.D. V roce 2008 titul MBA na PIBS v Praze.
Od roku 2007 působí též jako rozhodce u Rozhodčího soudu při Hospodářské komoře ČR a Agrární komoře ČR v Praze.
Je členem Advokátní komory ČR.
Je spoluautorem monografie Fenomén mezinárodního terorismu (2005) a editorem několika sborníků.

## Univerzitní působení a univerzitní funkce

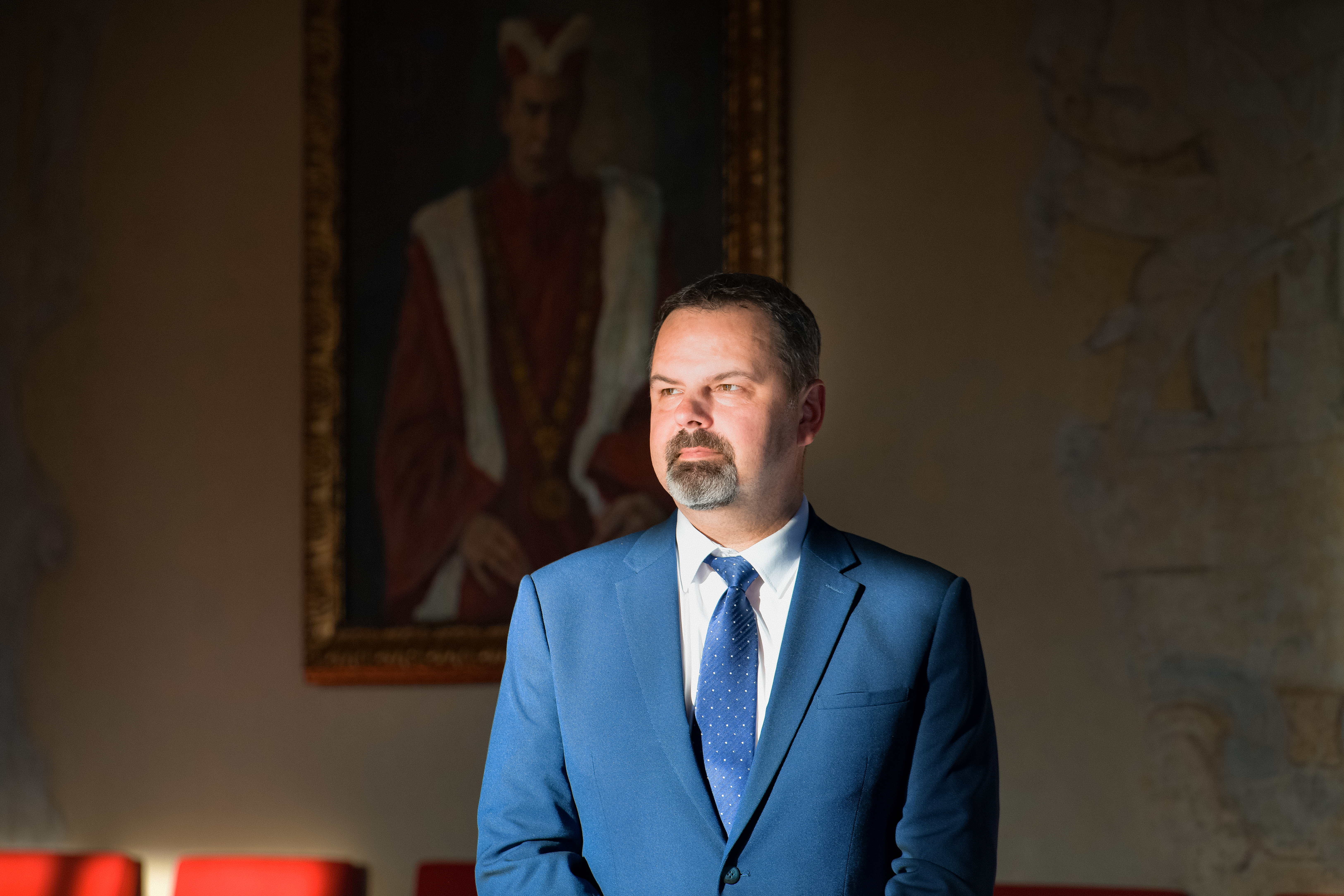

#### Univerzita Palackého v Olomouci
Michal Malacka započal své působení na Univerzitě Palackého v Olomouci jako student Právnické fakulty univerzity Palackého v Olomouci, kterou absolvoval v roce 1998. Téhož roku začal na fakultě působit jako asistent a o rok později byl jmenován proděkanem pro zahraniční styky. V roce 2001 se stal odborným asistentem a je pozoruhodné, že v témže roce byl zvolen také děkanem celé fakulty. Tímto krokem se stal nejmladším děkanem světa, jelikož mu v době jmenování bylo pouze 28 let. Do funkce byl o 3 roky později zvolen znovu a opustil ji v roce 2007.
Od roku 2008 vykonával funkci prorektora pro záležitosti vnějších vztahů v prorektorském týmu rektora prof. Lubomíra Dvořáka. Tuto pozici vyměnil v roce 2010 za funkci prorektora pro komunikaci a další vzdělávání, kterou vykonával až do roku 2013. V témže roce se stal členem Advokátní komory ČR. Své členství ale musel vzápětí opět pozastavit s ohledem na skutečnost, že se stal ředitelem Krajského úřadu Olomouckého kraje.
Od září 2020 do května 2021 byl předsedou Akademického senátu Univerzity Palackého v Olomouci.
V roce 2025 vykonával funkci prorektora pro strategii a vnější vztahy, a byl statutárním zástupcem rektora univerzity, prof. Martina Procházky a mimo jiné je činný i v mezinárodních vztazích v alianci AURORA. Na PF UP také vyučuje celou řadu předmětů v češtině, němčině a angličtině. Je odborníkem na mezinárodní právo soukromé a s tím související právní odvětví.

#### Zahraniční angažmá

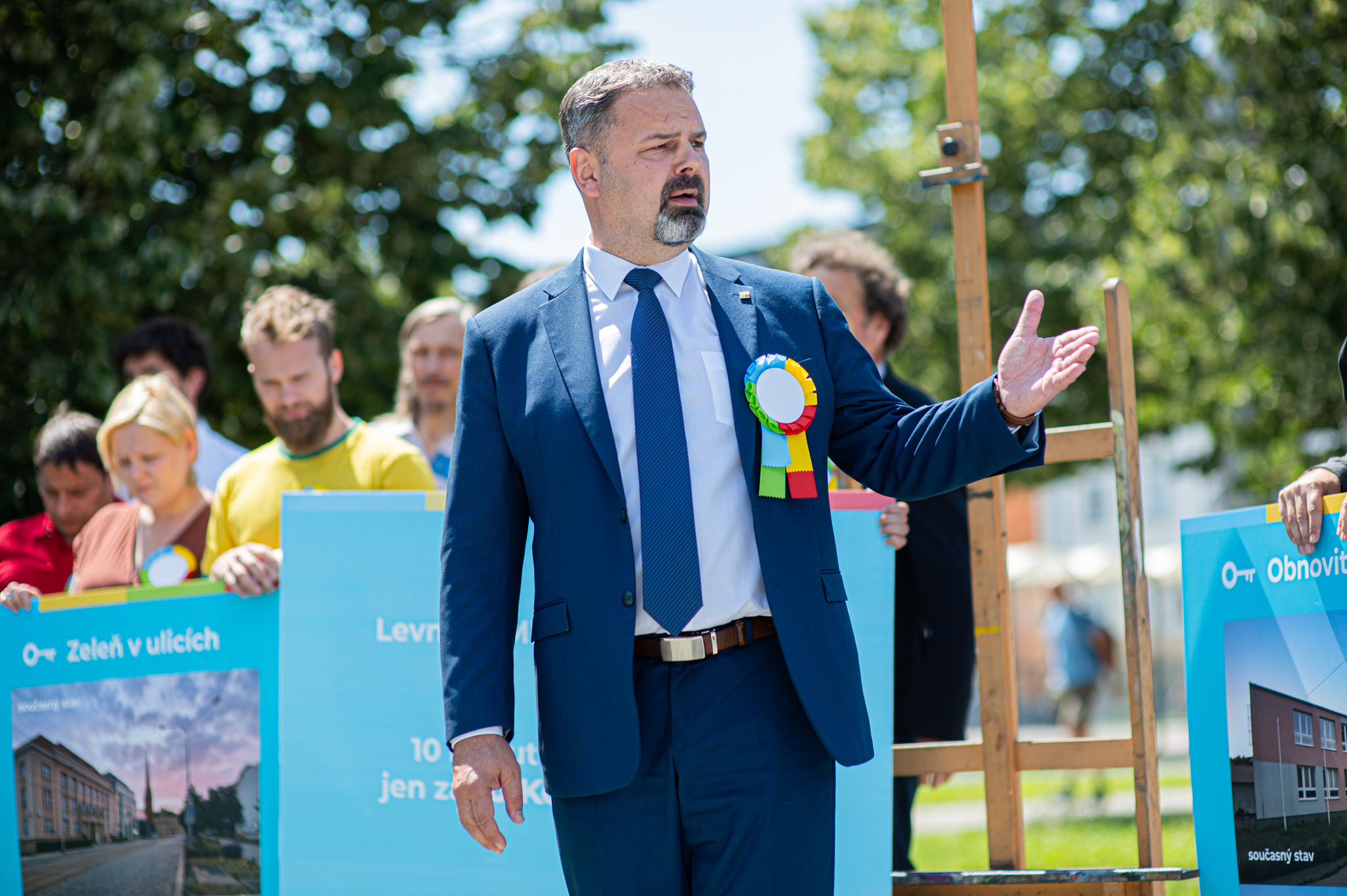
Michal Malacka při zahájení kampaně STAN a Zelení 15. 6. 2022

Michal Malacka vystudoval v roce 1999 Public Policy Leadership Institute v hlavním městě USA, Washingtonu DC. V roce 2001 absolvoval studium na Karl-Franzens-Universität Graz v oboru Rechtswissenschaften, z něhož je oprávněným nositelem titulu Mag. iur.
Ze studenta se dr. Malacka stal vyučujícím a vyučuje na rakouské Paris – Lodron Universität Salzburg. Absolvoval také odborné stáže na univerzitách Paris-Sud University, na jedné ze svých alma mater Karl – Franzens Universität Graz a na Leadership Institute, VA, USA.
| 2001 - 2007       | 3. děkan Právnické fakulty Univerzity Palackého v Olomouci    |
| 2008 - 2010       | prorektor pro záležitosti vnějších vztahů UP                  |
| 2010 - 2013       | prorektor pro komunikaci a další vzdělávání UP                |
| 2020 - 2021       | předseda Akademického senátu Univerzity Palackého v Olomouci. |
| 2021 - současnost | prorektor pro strategii a vnější vztahy UP                    |

## Politická kariéra
V krajských volbách v roce 2020 kandidoval jako člen hnutí STAN do Zastupitelstva Olomouckého kraje, a to na kandidátce subjektu „PIRÁTI a STAROSTOVÉ“.
Ve volbách do Senátu PČR v roce 2022 kandidoval jako nestraník za hnutí STAN a Zelené v obvodu č. 61 – Olomouc. Se ziskem 5,62 % hlasů se umístil na 6. místě a do druhého kola voleb nepostoupil. Ve volbách do Zastupitelstva města Olomouce 2022 byl devítkou na kandidátce subjektu „STAN, ZELENÍ A NEZÁVISLÉ OLOMOUCKÉ OSOBNOSTI“,.
V krajských volbách v roce 2024 kandidoval jako člen hnutí STAN na 22. místě kandidátní listiny hnutí na funkci zastupitele Olomouckého kraje.
Ve volbách do Poslanecké sněmovny PČR v roce 2025 kandiduje na 4. místě kandidátky hnutí STAN v Olomouckém kraji.